# 진접차량사업소
진접차량사업소(Jinjeob Train Depot)는 경기도 남양주시 진접읍 금곡리 철마산 125에 건설중인 수도권 전철 4호선의 차량기지이며, 타 지역 도시철도의 차량기지와는 다르게 호포차량사업소와 귤현차량사업소처럼 산 중턱에 지어질 예정이다, 서울교통공사 4000호대 VVVF 전동차와 한국철도공사 341000호대 전동차의 경정비와 주박을 담당한다.

## 연혁
- 2027년 6월: 개업 (예정)

## 업무
- 서울교통공사 4000호대 VVVF 전동차 입 출고, 검수관리 중정비는 창동차량기지 W401~W426, D450~D470, R481~R485편성(총 52편성)
- 한국철도공사 341000호대 전동차 입 출고, 검수관리 중정비는 시흥차량기지